# Mistrzostwa Europy w Lekkoatletyce 1950 – sztafeta 4 × 100 m kobiet
Sztafeta 4 × 100 metrów kobiet była jedną z konkurencji rozgrywanych podczas IV Mistrzostw Europy w Brukseli. Rozegrano od razu bieg finałowy 27 sierpnia 1950 roku. Zwycięzcą tej konkurencji została sztafeta brytyjska w składzie: Elspeth Hay, Jean Desforges, Dorothy Hall i June Foulds. W rywalizacji wzięły udział dwadzieścia cztery zawodniczki z sześciu reprezentacji.

## Rekordy
| Rekord świata     | Niemcy (Emmy Albus, Käthe Krauß, Marie Dollinger, Ilse Dörffeldt) | 46,4 | Berlin, Niemcy     | 08.08.1936 |
| Rekord Europy     | Niemcy (Emmy Albus, Käthe Krauß, Marie Dollinger, Ilse Dörffeldt) | 46,4 | Berlin, Niemcy     | 08.08.1936 |
| Rekord mistrzostw | Niemcy (Josefine Kohl, Käthe Krauß, Emmy Albus, Ida Kühnel)       | 46,8 | Wiedeń, III Rzesza | 18.09.1938 |

## Wyniki
| Miejsce | Reprezentacja   | Zawodniczki                                                           | Czas |
| ------- | --------------- | --------------------------------------------------------------------- | ---- |
| 1       | Wielka Brytania | Elspeth Hay, Jean Desforges, Dorothy Hall, June Foulds                | 47,4 |
| 2       | Holandia        | Xenia Stad-de Jong, Puck Brouwer, Gré de Jongh, Fanny Blankers-Koen   | 47,4 |
| 3       | ZSRR            | Elene Gokieli, Sanija Malszyna, Zoja Duchowicz, Jewgienija Sieczenowa | 47,5 |
| 4       | Francja         | Yvette Monginou, Colette Aïtelli, Yvonne Curtet, Micheline Ostermeyer | 48,5 |
| 5       | Włochy          | Maria Musso, Laura Sivi, Micaela Bora, Vittoria Cesarini              | 48,7 |
| 6       | Jugosławia      | Spomenka Koledin, Milica Šumak, Mira Tuce, Alma Butja                 | 49,8 |